# فلوريس دي فوخد
فلوريس دي فوخد (حوالي 1228 – أنتويرب، مارس 26، 1258) «حارس» هولندا، ابن فلوريس الرابع (1210–1234) وماتيلدا من برابنت (حوالي 1202-1267). وقد تولى مقاليد الملك مؤقتاً ل ويليام الثاني بينما كان يعمل هذا الأخير في ألمانيا. بعد وفاة الملك في عام 1256 كان حارس فلوريس الخامس، ابن ويليام. ويشار إليها أحياناً باسم «فلورنتيس المعلم».